# Jaworzynka (polana w Tatrach)
Jaworzynka – polana reglowa znajdująca się w dolinie Jaworzynce w Tatrach Zachodnich. Jej nazwa pochodzi od rosnących na niej dawniej jaworów. Położona jest na wysokości 1070–1120 m n.p.m. i ma długość ok. 1 km. Ma podziemne odwodnienie, koryto potoku wypełnia się wodą tylko po obfitych opadach deszczu.
W przeszłości stanowiła część Hali Jaworzynka. W dokumentach z XVIII w. istnieje pod nazwą Jaworzyny Łuszczkowej (Łuszczek to jeden ze starych rodów góralskich). Polana była koszona, jej obrzeża natomiast, oraz strome zbocza były wypasane. Lasy zostały niemal całkowicie wycięte. Nadmierny wypas doprowadził do całkowitej niemal degradacji i erozji tych zboczy. Jaworzynka była najbardziej w Tatrach reprezentatywnym przykładem szkód wyrządzanych górom przez nadmierny wypas. Zbocza Boczania i Skupniowego Upłazu były właściwie pustynią. W 1962 r. Tatrzański Park Narodowy wykupił od górali z Murzasichla cały obszar, włączając go do parku narodowego.
Pozostałością po pasterskiej przeszłości są stojące na polanie na tzw. Niżniej Równi szałasy. Ślady zniszczeń, zwłaszcza na wschodnich i południowych stokach są widoczne do dzisiaj. Teren w znacznym stopniu jednak zregenerował się, m.in. dzięki sztucznym nasadzeniom i zadarnianiom.
Zniesienie pasterstwa przyniosło jednak również negatywne skutki. Nieużytkowana polana zaczęła zarastać lasem. W 1955 r. miała powierzchnię ok. 75 ha, ale w 2004 w wyniku zarośnięcia jej powierzchnia zmniejszyła się o około 56%. Całkowite zalesienie polany, co niewątpliwie nastąpiłoby w wyniku naturalnej sukcesji ekologicznej, wpłynęłoby na znaczne obniżenie atrakcyjności turystycznej i wyginięcie jej roślinności. Aby temu przeciwdziałać, park narodowy stosuje tutaj czynne zabiegi ochronne: usuwanie pojawiających się zadrzewień i coroczne koszenie części polany. Z rzadkich w Karpatach gatunków roślin rośnie na złoć mała i turzyca dwupienna.

## Szlaki turystyczne
z Kuźnic na Przełęcz między Kopami. Czas przejścia: 1:40 h, ↓ 1:10 h.

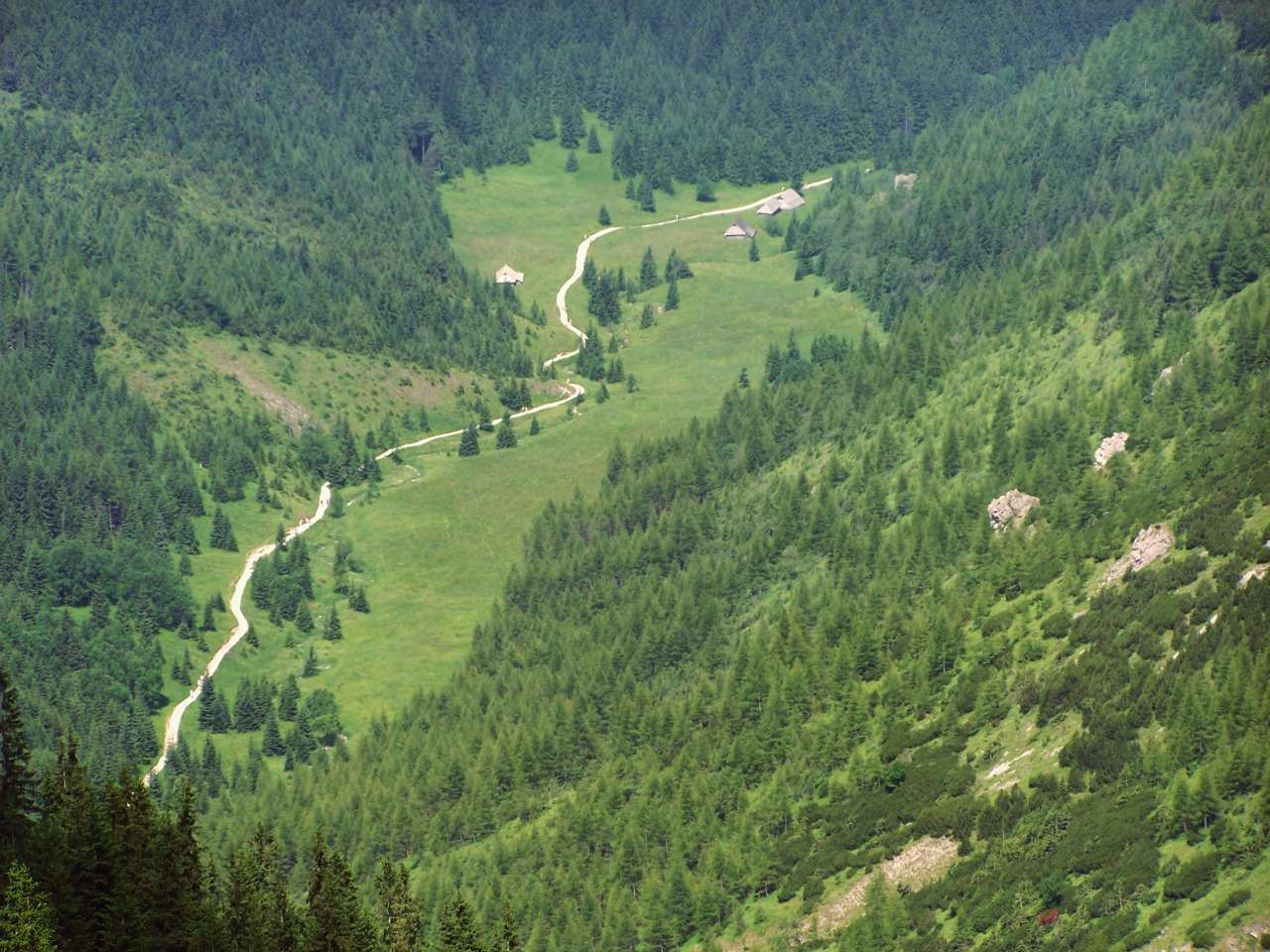
Widok na polanę z górnej części szlaku na Przełęcz między Kopami
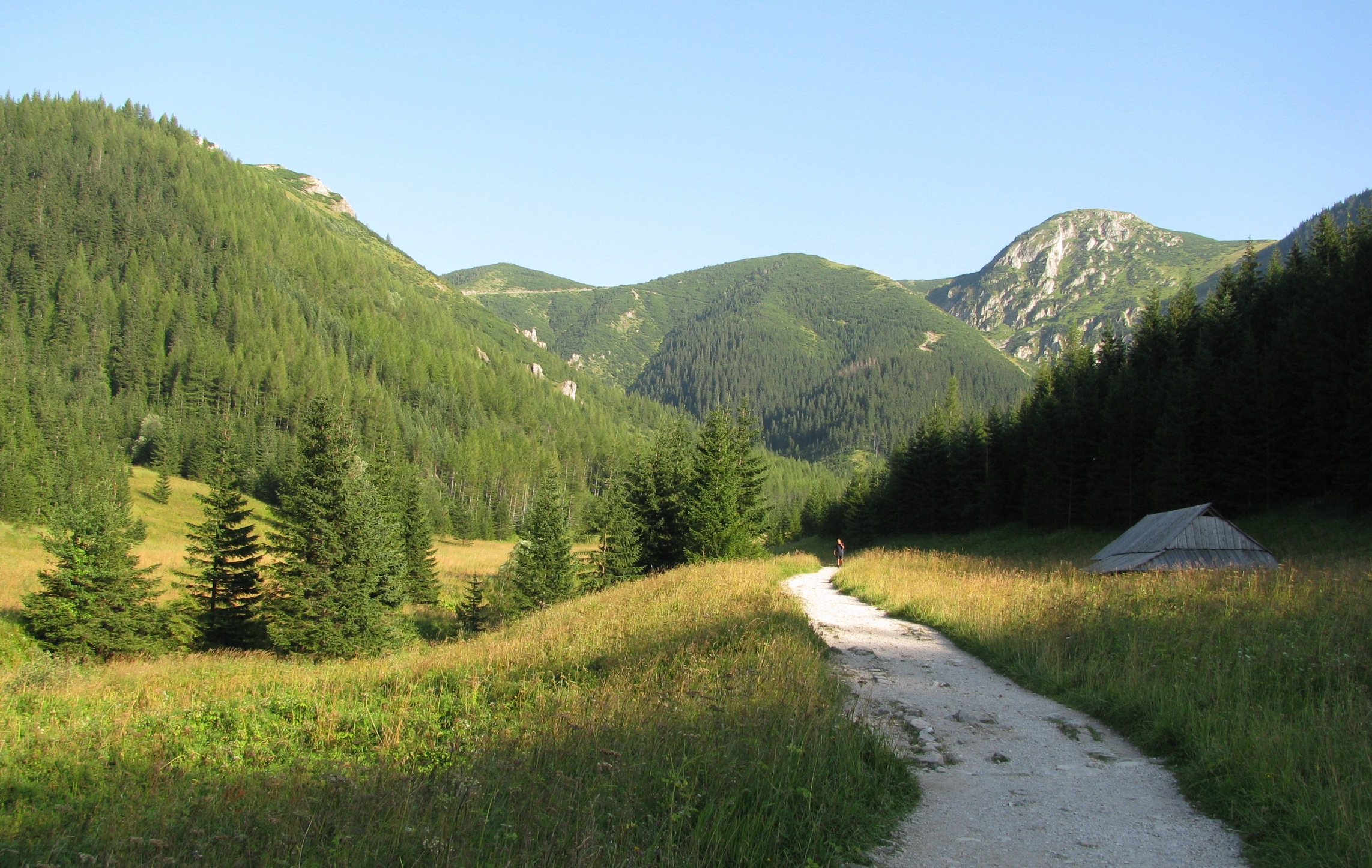
Jaworzynka i widok na Przełęcz między Kopami
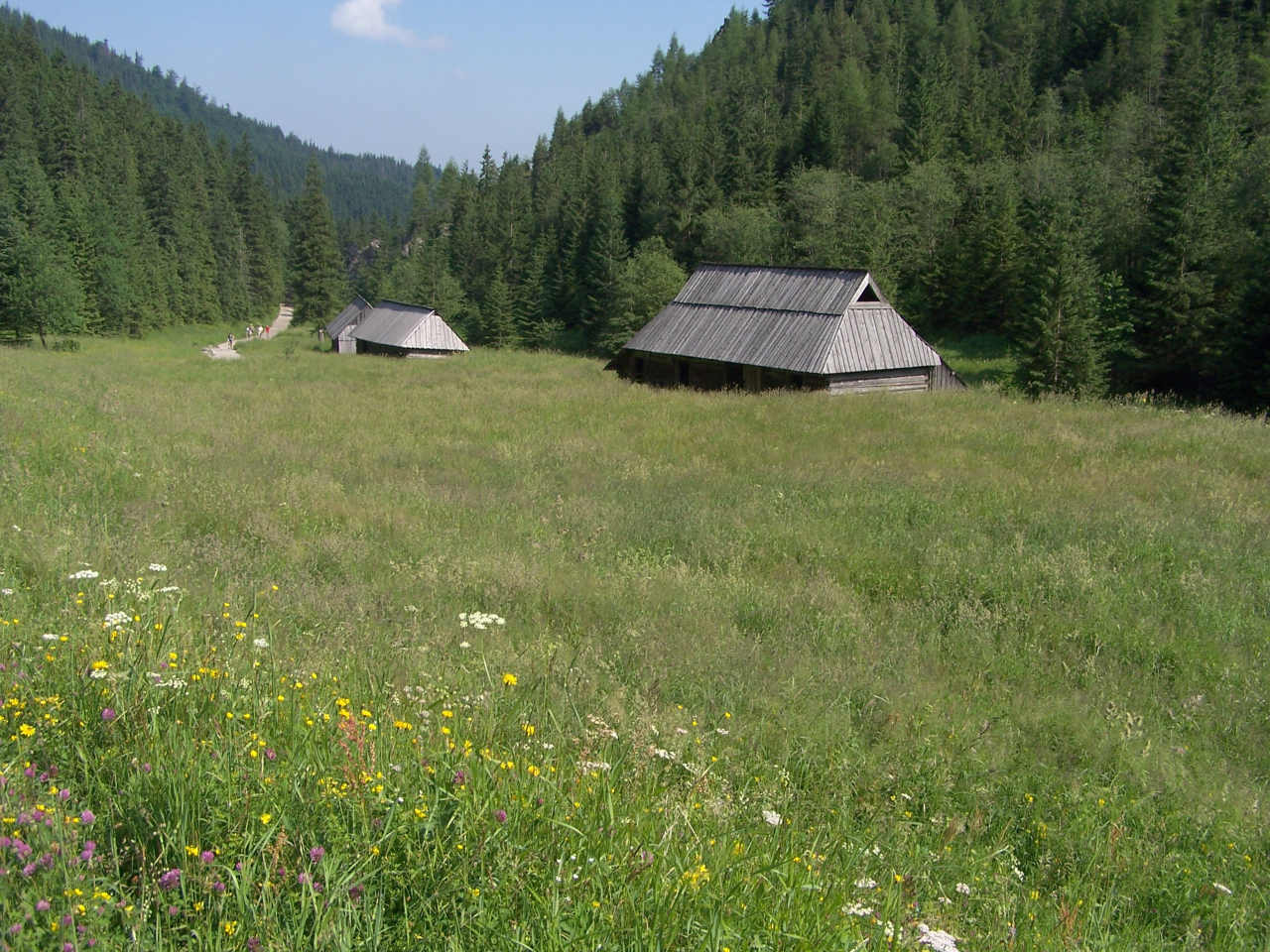
Szałasy na Niżniej Równi